# Lund (Uppland)
Lund is een plaats in de gemeente Järfälla in het landschap Uppland en de provincie Stockholms län in Zweden. De plaats heeft 65 inwoners (2005) en een oppervlakte van 11 hectare.